# A magyar labdarúgó-válogatott 1986. március 16-i mérkőzése
A magyar labdarúgó-válogatott barátságos felkészülési mérkőzése Brazília ellen, 1986. március 16-án. A találkozó végeredménye 3–0 lett.

## Előzmények
AZ MLSZ 1985. november 29-én jelentette be, hogy többéves próbálkozás után megegyezett a Brazil labdarúgó-szövetséggel a dél-amerikai válogatott magyarországi vendégszerepléséről 1986. március 16-án, Budapesten a Népstadionban. A brazilok európai túrájuk során március 12-re Frankfurtban az NSZK-val is lekötöttek egy összecsapást. Január végén nyilvánosságra került, hogy Telê Santana a néhány héttel korábban kinevezett brazil kapitány a mérkőzések lemondását szeretné, mert azok nem illeszkednek a csapata vb felkészülésébe. Február közepére vált biztossá, hogy a mérkőzésekre az eredeti időpontokban sor kerül.
A mérkőzés a Mezey György által irányított magyar labdarúgó-válogatott világbajnoki felkészülését szolgálta. Ebben az időben a magyar válogatott Európa élmezőnyéhez tartozott és korábban még sohasem szenvedett vereséget a brazil válogatott ellen. A mérkőzést nagy érdeklődés övezte, mivel a világ egyik legsikeresebb válogatottja látogatott Magyarországra, bár hozzá kell tenni a brazilok legjobbjai közül többen, köztük Edinho, Júnior, Cerezo (olaszországi klubjuk nem engedte el őket), Falcão, Sócrates (combsérülés) és Zico (térdsérülés) sem léptek pályára.

### Korábbi mérkőzések
| Dátum            | Helyszín                         | Pályaválasztó | Eredmény | Vendég       | Esemény    |
| ---------------- | -------------------------------- | ------------- | -------- | ------------ | ---------- |
| 1954. június 27. | Wankdorfstadion, Bern            | Magyarország  | 4–2      | Brazília     | 1954-es vb |
| 1966. július 15. | Goodison Park, Liverpool         | Magyarország  | 3–1      | Brazília     | 1966-os vb |
| 1971. július 21. | Maracanã Stadion, Rio de Janeiro | Brazília      | 0–0      | Magyarország | Barátságos |

## Keretek
megjegyzés: A táblázatokban szereplő adatok a mérkőzés előtti állapotnak megfelelőek.
Mezey György 1986. március 8-án hozta nyilvánosságra a mérkőzésre készülő magyar válogatott keretét. Meghívást kapott Nyilasi Tibor is, aki gerinc problémái miatt nem tudott a csapattal készülni.
| Magyarország                      | Magyarország     | Magyarország                     | Magyarország | Magyarország | Magyarország       | Magyarország                              |
| Poszt                             | Név              | Születési idő és életkor         | Vál.         | Gól          | Klub               | Utolsó válogatottság                      |
| --------------------------------- | ---------------- | -------------------------------- | ------------ | ------------ | ------------------ | ----------------------------------------- |
| K                                 | Disztl Péter     | 1960. március 30. (25 évesen)    | 12           | 0            | Videoton           | 1986. február 2-án Katar ellen            |
| K                                 | Szendrei József  | 1954. április 25. (31 évesen)    | 2            | 0            | Újpesti Dózsa      | 1986. február 1-én Ázsia-válogatott ellen |
| V                                 | Sallai Sándor    | 1960. március 26. (25 évesen)    | 30           | 0            | Bp. Honvéd         | 1986. február 2-án Katar ellen            |
| V                                 | Disztl László    | 1962. június 4. (23 évesen)      | 5            | 0            | Videoton           | 1986. február 2-án Katar ellen            |
| V                                 | Nagy Antal       | 1956. október 17. (29 évesen)    | 24           | 2            | Bp. Honvéd         | 1986. február 2-án Katar ellen            |
| V                                 | Garaba Imre      | 1958. július 29. (27 évesen)     | 52           | 3            | Bp. Honvéd         | 1986. február 2-án Katar ellen            |
| V                                 | Csuhay József    | 1957. szeptember 12. (28 évesen) | 8            | 0            | Videoton           | 1984. szeptember 26-án Ausztria ellen     |
| V                                 | Herédi Attila    | 1959. január 2. (27 évesen)      | 2            | 0            | Újpesti Dózsa      | 1986. február 1-én Ázsia-válogatott ellen |
| V                                 | Kardos József    | 1960. március 29. (25 évesen)    | 26           | 3            | Újpesti Dózsa      | 1986. február 2-án Katar ellen            |
| V                                 | Varga József     | 1954. október 9. (31 évesen)     | 28           | 1            | Denizlispor        | 1985. május 14-4n Hollandia ellen         |
| KP                                | Hannich Péter    | 1957. március 30. (28 évesen)    | 22           | 2            | Rába ETO           | 1986. február 2-án Katar ellen            |
| KP                                | Détári Lajos     | 1963. április 24. (22 évesen)    | 16           | 4            | Bp. Honvéd         | 1986. február 2-án Katar ellen            |
| KP                                | Nagy József      | 1960. október 21. (25 évesen)    | 1            | 0            | Haladás            | 1985. december 11-én Algéria ellen        |
| KP                                | Fitos József     | 1959. november 4. (26 évesen)    | 1            | 0            | Bp. Honvéd         | 1985. december 11-én Algéria ellen        |
| KP                                | Bognár György    | 1961. november 5. (24 évesen)    | 6            | 1            | MTK-VM             | 1986. február 2-án Katar ellen            |
| KP                                | Dajka László     | 1959. április 29. (26 évesen)    | 19           | 0            | Bp. Honvéd         | 1986. február 2-án Katar ellen            |
| KP                                | Burcsa Győző     | 1954. március 13. (32 évesen)    | 10           | 3            | Auxerre            | 1983. október 12-én Anglia ellen          |
| KP                                | Nyilasi Tibor    | 1955. január 18. (31 évesen)     | 70           | 32           | Austria Wien       | 1985. október 16-án Wales ellen           |
| CS                                | Kiprich József   | 1963. szeptember 6. (22 évesen)  | 13           | 5            | Tatabányai Bányász | 1986. február 2-án Katar ellen            |
| CS                                | Kovács Kálmán    | 1965. szeptember 11. (20 évesen) | 7            | 2            | Bp. Honvéd         | 1986. február 2-án Katar ellen            |
| CS                                | Hajszán Gyula    | 1961. október 9. (24 évesen)     | 22           | 4            | Rába ETO           | 1986. február 2-án Katar ellen            |
| CS                                | Esterházy Márton | 1956. április 9. (29 évesen)     | 20           | 9            | AEK Athén          | 1986. január 30-án Ázsia-válogatott ellen |
| CS                                | Szokolai László  | 1952. március 25. (33 évesen)    | 12           | 2            | Sturm Graz         | 1985. április 3-án Ciprus ellen           |
| Szövetségi kapitány: Mezey György |                  |                                  |              |              |                    |                                           |

A brazil válogatott európai túráján szereplő játékoskeret.
| Brazília                          | Brazília             | Brazília                         | Brazília | Brazília | Brazília         | Brazília                          |
| Poszt                             | Név                  | Születési idő és életkor         | Vál.     | Gól      | Klub             | Utolsó válogatottság              |
| --------------------------------- | -------------------- | -------------------------------- | -------- | -------- | ---------------- | --------------------------------- |
| K                                 | Carlos               | 1956. március 4. (30 évesen)     | 13       | 0        | Corinthians      | 1986. március 12-én NSZK ellen    |
| K                                 | Émerson Leão         | 1949. július 11. (36 évesen)     | 78       | 0        | Palmeiras        | 1983. április 11-én Uruguay ellen |
| K                                 | Paulo Vitor          | 1957. július 6. (28 évesen)      | 6        | 0        | Fluminense       | 1985. június 8-án Chile ellen     |
| K                                 | Gilmar               | 1959. január 13. (27 évesen)     | 0        | 0        | São Paulo        | –                                 |
| V                                 | Édson                | 1959. július 3. (26 évesen)      | 13       | 0        | Corinthians      | 1986. március 12-én NSZK ellen    |
| V                                 | Oscar                | 1953. június 20. (32 évesen)     | 54       | 1        | São Paulo        | 1986. március 12-én NSZK ellen    |
| V                                 | Carlos Mozer         | 1960. szeptember 19. (25 évesen) | 19       | 0        | Flamengo         | 1986. március 12-én NSZK ellen    |
| V                                 | Dida                 | 1965. október 6. (20 évesen)     | 1        | 0        | Corinthians      | 1986. március 12-én NSZK ellen    |
| V                                 | Júlio César          | 1963. március 8. (23 évesen)     | 0        | 0        | Guarani          | –                                 |
| KP                                | Marinho              | 1957. május 23. (28 évesen)      |          |          | Bangu            | 1986. március 12-én NSZK ellen    |
| KP                                | Paulo Roberto Falcão | 1953. október 16. (32 évesen)    | 22       | 6        | São Paulo        | 1986. március 12-én NSZK ellen    |
| KP                                | Sócrates             | 1954. február 9. (32 évesen)     | 52       | 20       | Flamengo         | 1986. március 12-én NSZK ellen    |
| KP                                | Walter Casagrande    | 1963. április 15. (22 évesen)    | 10       | 4        | Corinthians      | 1986. március 12-én NSZK ellen    |
| KP                                | Mauro Galvão         | 1961. december 19. (24 évesen)   | 0        | 0        | Internacional    | –                                 |
| KP                                | Elzo                 | 1961. január 22. (25 évesen)     | 0        | 0        | Atlético-MG      | –                                 |
| KP                                | Éder                 | 1957. május 25. (28 évesen)      | 51       | 8        | AA Internacional | 1986. március 12-én NSZK ellen    |
| CS                                | Alemão               | 1961. november 22. (24 évesen)   | 9        | 3        | Botafogo         | 1985. június 23-án Paraguay ellen |
| CS                                | Paulo Silas          | 1965. augusztus 27. (20 évesen)  | 0        | 0        | São Paulo        | –                                 |
| CS                                | Renato               | 1962. szeptember 9. (23 évesen)  | 13       | 1        | Grêmio           | 1985. június 30-án Bolívia ellen  |
| CS                                | Careca               | 1960. október 5. (25 évesen)     | 24       | 8        | São Paulo        | 1986. március 12-én NSZK ellen    |
| CS                                | José Tobias Sidney   | 1963. augusztus 20. (22 évesen)  | 1        | 0        | São Paulo        | 1986. március 12-én NSZK ellen    |
| CS                                | Müller               | 1966. január 31. (20 évesen)     | 1        | 0        | São Paulo        | 1986. március 12-én NSZK ellen    |
| Szövetségi kapitány: Telê Santana |                      |                                  |          |          |                  |                                   |

## A mérkőzés
| 1986. március 16. 15:30 CET |

| Magyarország                       | 3–0               | Brazília |
| ---------------------------------- | ----------------- | -------- |
| Détári 5' Kovács 60' Esterházy 70' | (1–0) Jegyzőkönyv |          |

| Népstadion, Budapest Nézőszám: 70 314 Játékvezető: Franz Wöhrer (osztrák) Asszisztensek: Matthias, Adanits (osztrákok) |

| Magyarország | Brazília |

| K                    | 1  | Disztl Péter     |  |     |
| V                    | 2  | Sallai Sándor    |  |     |
| V                    | 3  | Kardos József    |  |     |
| V                    | 6  | Garaba Imre      |  | 62' |
| V                    | 4  | Varga József     |  |     |
| KP                   | 5  | Hannich Péter    |  |     |
| KP                   | 8  | Nagy Antal       |  |     |
| KP                   | 10 | Détári Lajos     |  |     |
| CS                   | 7  | Kiprich József   |  | 46' |
| CS                   | 9  | Bognár György    |  | 9'  |
| CS                   | 11 | Esterházy Márton |  |     |
| Cserék:              |    |                  |  |     |
| V                    | 12 | Csuhay József    |  | 62' |
| KP                   | 14 | Burcsa Győző     |  | 9'  |
| CS                   | 17 | Kovács Kálmán    |  | 46' |
| Szövetségi kapitány: |    |                  |  |     |
| Mezey György         |    |                  |  |     |

| K                    | 1  | Émerson Leão      |  |     |
| V                    | 2  | Édson Boaro       |  |     |
| V                    | 3  | José Oscar        |  |     |
| V                    | 4  | Carlos Mozer      |  |     |
| V                    | 6  | Dida              |  |     |
| KP                   | 5  | Elzo Coelho       |  |     |
| KP                   | 8  | Paulo Silas       |  |     |
| KP                   | 10 | Alemão            |  |     |
| CS                   | 7  | Renato Gaúcho     |  |     |
| CS                   | 9  | Walter Casagrande |  |     |
| CS                   | 11 | Sidney            |  | 65' |
| Cserék:              |    |                   |  |     |
| CS                   | 16 | Müller            |  | 65' |
| Szövetségi kapitány: |    |                   |  |     |
| Telê Santana         |    |                   |  |     |